# 小行星4275
小行星4275（4275 Bogustafson）是一颗绕太阳运转的小行星，为主小行星带小行星。该小行星于1981年3月1日发现。

## 轨道参数
小行星4275的轨道半长轴为2.6548542 UA，离心率为0.177。